# Åsne Seierstad
Åsne Seierstad, née le 10 février 1970 à Oslo, est une écrivaine et journaliste indépendante norvégienne.
Elle écrit notamment des récits sur la vie quotidienne dans les zones de guerre, notamment Kaboul après 2001, Bagdad en 2002 et les ruines de Grozny en 2006. 

## Biographie
Åsne Seierstad naît le 10 février 1970 à Oslo. Sa mère est l'écrivaine féministe Frøydis Guldahl (no) et son père l'homme politique de gauche Dag Seierstad (no). Elle grandit à Lillehammer avec ses trois frères et sœurs. Elle est diplômée de l'université d'Oslo en russe, espagnol et histoire des idées, puis elle commence des études de sciences politiques à l'Université de Moscou en 1993.
Elle travaille comme journaliste indépendante pour le journal Arbeiderbladet (devenu Dagsavisen) et acquiert de l'expérience comme correspondante de guerre durant la guerre en Tchétchénie. En 1997, elle fait des reportages sur la Chine. De 1998 à 2000, elle travaille pour le radiodiffuseur public NRK et couvre la guerre au Kosovo. 
En 2000, elle publie son premier livre, Dos au monde (en) (Med ryggen mot verden – Portretter fra Serbia), basé sur des entretiens avec diverses personnes de la société serbe. Le livre est republié en 2004 sous une forme révisée et mise à jour.
En 2001, Åsne Seierstad se rend au Tadjikistan puis en Afghanistan, où elle rend compte de l'avancée de l'Alliance du Nord vers Kaboul. C'est à cette époque qu'elle vit durant quatre mois dans la famille du libraire Shah Mohammad Rais, expérience qu'elle relate dans le livre Le Libraire de Kaboul (en) (Med ryggen mot verden). Åsne Seierstad est attaquée en justice par le libraire qui l'accuse d'avoir utilisé son hospitalité et celle de sa famille pour écrire son livre avec des informations personnelles. Fin juillet 2010, elle est condamnée par le tribunal d'Oslo à 15 600 € d'amende pour diffamation et pratiques journalistiques négligentes. Elle fait appel de cette décision et gagne en appel,,,. Le livre, traduit en de nombreuses langues dont l'anglais et le français, reste 41 semaines en tête des ventes au classement du New York Times.
En 2003, Åsne Seierstad est correspondante de guerre en Irak en 2003 pour les télévisions suédoises et norvégienne, et en tire le livre Cent et un jours (en) (Hundre og en dag) qui décrit les trois mois qu'elle passe en Irak dans le cadre de la préparation de l'invasion américaine. 
Elle apparaît dans le rôle d'une reporter de télévision dans le film L'Eté des loups (no) de Peder Norlund sorti en 2003.
En 2013, elle publie En av oss sur les attentats du 22 juillet 2011 d'Anders Behring Breivik en Norvège. Le réalisateur Paul Greengrass adapte le livre dans son film Un 22 juillet, sorti en 2018. 
Avec 2,7 millions de livres vendus, Åsne Seierstad arrive en troisième position des auteurs les plus vendus de l'histoire de la littérature norvégienne, derrière Thor Heyerdahl avec 50 millions de livres et Jostein Gaarder avec 30 millions, pour un chiffre d'affaires de 25 millions de couronnes norvégiennes (3 millions d'euros).[réf. nécessaire]
Åsne Seierstad a deux enfants avec le musicien et compositeur Trygve Seim.

## Publications
- Dos au monde. Portraits de Serbie (en) (Med ryggen mot verden), Alexis Fouillet (trad.), J.-C. Lattès, 2005
- Le Libraire de Kaboul (en) (Bokhandleren i Kabul), Céline Romand-Monnier (Trad.), Le Livre de Poche, 2004 sur la vie d'un libraire dans l'Afghanistan de l'après Talibans
- Cent et un jour à Bagdad (en) (Hundre og en dag), Editions Intervalles, 2008, sur l'invasion de l'Irak par l'armée américaine
- L'Ange de Grozny (en) (De krenkede) Loup-Maëlle Besançon (Trad.), J.-C. Lattès, 2008 , sur la première guerre de Tchétchénie
- En av oss : En fortelling om Norge (2013), sur Anders Behring Breivik
- Two Sisters

## Distinctions
- 1999 : Gullruten Award pour la meilleure couverture de la guerre au Kosovo
- 2001 : Prix honorifique Fritt Ord (en)[10]
- 2002 : 
  - Prix Årets Frilanser de l'Association des reporters norvégiens[11]
  - Prix des libraires norvégiens
- 2003 : 
  - Nommée pour le prix Kurt Schork (en) du journalisme international
  - Prix Peer Gynt[12]
  - Den Store Journalistprisen[13]
- 2004 : 
  - Ethnic Multicultural Media award (EMMA), Londres[14]
  - Prix de Libraires, France, pour Le Libraire de Kaboul[6]
- 2015 : En av oss est un des dix meilleurs livres de l'année du New York Times[15]
- 2018 : Leipziger Buchpreis zur Europäischen Verständigung (de)[16]